# Бабушкін Анатолій Іванович
Анато́лій Іва́нович Ба́бушкін (* 6 квітня 1932) — український фахівець у галузі літакобудування.

## З життєпису
В ХАІ — завідувач кафедри, доктор технічних наук, професор, академік Академії інженерних наук України.
Заслужений машинобудівник України, почесний авіабудівник СРСР.
Входить до складу комісії ХАІ по захисту кандидатських та докторських робіт.
Серед його робіт —
- «Прилади для базування та фіксації деталей в пристосуваннях, що збираються», навчальний посібник, 1978,
- «Методи збірки констукцій літака», 1985,
- «Система автоматизованого проектування збірки вузлів та панелей планерів та літальних апаратів», 1986,
- «Моделювання та оптимізація збірки літальних апаратів», «Машинобудування», 1990,
- «Відкриті інформаційні та комп'ютерні системи», Національний аерокосмічний університет, 1998, у складі редколегії,
- «Економічне обґрунтування розробки технологічної документації при підготовці серійного виробництва нових літальних апаратів», співавтори — О. А. Бабушкін, Г. О. Кривов, 2001,
- «Техніко-економічне обґрунтування виробів аерокосмічної галузі», співавтори — Валерій Божко, Резчик Валерій Павлович, 2004,
- «Конкуренція та конкурентоспроможність авіаційного підприємства» — навчальний посібник, спільно з Бабушкіним Олександром Анатолійовичем, ХАІ, 2009.